# العواصم والقواصم في الذب عن سنة أبي القاسم
كتاب العواصم والقواصم في الذب عن سنة أبي القاسم من الكتب الجامعة لعدد من الفنون، وقد ألفه محمد بن الوزير اليماني (توفي:840هـ) بعد أن ألف أحد مشايخه رسالة في الرد عليه، فناقشها ابن الوزير في هذا الكتاب، وقد ركز فيه على مسألة الاجتهاد والتقليد، ثم ناقش عدة قضايا عقدية وفقهية، مثل: رؤية الله في الآخرة، والإمامة العظمى، وخلق أفعال العباد.
ميزة الكتاب تكمن في توسع مؤلفه في مناقشة القضايا المطروحة وبيان أدلتها بالتفصيل، والاعتماد في كتابه على المصادر الأصلية في الدين الإسلامي. يقول الشوكاني عن الكتاب: «ذلك السخاوي لو وقف على العواصم والقواصم لرأى فيها ما يملأ عينيه وقلبه، ولطال عنان قلمه في ترجمته».
شهد القِنَّوجي لمؤلف الكتاب بالبراعة والاجتهاد والنبوغ في المعقول والمنقول من علوم الشريعة الإسلامية.

## اسم الكتاب والمؤلف
اسم الكتاب: العواصم والقواصم في الذب عن سنة أبي القاسم.
المؤلف: هو محمد بن إبراهيم الوزير اليماني، المولود سنة 775هـ في اليمن، وقد طلب العلم مبكرا وحفظ المتون، ورحل إلى صنعاء وأخذ عن علمائها، كما رحل إلى مكة المكرمة وأخذ عن علمائها، وله مؤلفات نافعة، منها: إيثار الحق على الخلق في معرفة الله تعالى ومعرفة صفاته على مناهج الرسل والسلف، ومنها: تنقيح الأنظار في علوم الآثار، ومنها هذا الكتاب؛ وهو: العواصم والقواصم في الذب عن سنة أبي القاسم. وقد توفي في محرم سنة 840هـ.

## سبب تأليف الكتاب
ذكر المؤلف في مقدمة الكتاب أن سبب تأليفه له هو: أن أحد مشايخه (وهو علي بن محمد بن أبي القاسم) قد كتب رسالة رد فيها عليه في عدد من المسائل التي خالفه فيها، فأراد ابن الوزير أن يناقش تلك المسائل ويبين وجهة نظره فيها.

## الموضوع العام للكتاب
الكتاب فيه مناقشةٌ لعدد من المسائل في عدة علوم إسلامية، بدأها بمسألة الاجتهاد والتقليد، كما احتوى على مسائل حديثية كقبول رواية المتأوِّلة، وفقهية وعقدية كالرؤية وخلق القرآن وغير ذلك.
وهذا الكتاب مختلف عن كتاب: «العواصم من القواصم في تحقيق مواقف الصحابة بعد وفاة النبي صلى الله عليه وسلم» لأبي بكر بن العربي المالكي (ت:543هـ).

## منهجه في الكتاب
1- يورد كلام شيخه في رسالته التي اعترض بها عليه بنصه ثم يرد عليه وينقده.
2- يورد أدلة المخالفين له في مسائل الكتاب ثم يناقشها.

## محتويات الكتاب
هذا الكتاب يحتوي على تسعة أجزاء، ذكر فيها عددًا من المسائل، وهذه أهمها:

### الجزء الأول
بدأ المؤلف الجزء الأول بالثناء على النبي محمد صلى الله عليه وسلم، وذكر شيئًا من خصائصه، والثناء على صحابته الكرام، ثم أمته، وفي هذا الجزء مسائل من أهمها:
- صعوبة الاجتهاد أو تعذره.
- مناقشة مسألة تقليد الميت.

### الجزء الثاني
استكمل فيه المؤلف حجج شيخه في تصعيب الاجتهاد، وذكر مسائل أخرى، أهمها:
- صعوبة الاجتهاد من جهة وجوب حفظ كتب العلماء.
- الرواية عن المتأوِّلة.

### الجزء الثالث
استكمل فيه المؤلف مناقشة شيخه في المسائل التي ذكرها، ومنها:
- الكلام في مسألة التزام مذهب معين.
- أحاديث معاوية في الكتب الستة ومعرفة تفرده بها.

### الجزء الرابع
ذكر فيه مسائل من أهمها:
- مناقشة الاحتياج إلى علم الكلام.
- ذكر نبذة من سيرة الإمام أحمد، مع مناقشة صحة نسبة كتاب: «الرد على الجهمية» إليه.

### الجزء الخامس
ذكر فيه مسائل من أهمها:
- مسألة رؤية الله.
- مسألة خلق أفعال العباد.

### الجزء السادس
استكمل فيه قضية خلق أفعال العباد، وعلاقة حكمة الله وعدله بذلك، وذكر مسألة القضاء والقدر.

### الجزء السابع
ذكر فيه مسائل منها:
- مسألة الكسب عند الأشاعرة.
- إثبات الحكمة لله.

### الجزء الثامن
ذكر فيه مسائل، من أهمها:
- قصة الحسين ومقتله.
- مسألة الإمامة العظمى.

### الجزء التاسع
وذكر فيه الخاتمة.

## أهم سمات الكتاب
القارئ لهذا الكتاب يجد فيه سمات اختص بها وتميز بها، ومنها:
1- أصالة المنهج: ففي الكتاب الرجوع إلى القرآن والسنة والاعتماد عليهما.
2- وضوح العبارة وجزالة الأسلوب.
3- التبحر في ذكر أقوال أهل العلم من الطوائف الإسلامية المختلفة، وعرض أدلتهم بأمانة ودقة.

## أهم ميزات الكتاب
1- احتواؤه على مسائل متنوعة مختلفة في الحديث والعقيدة والفقه.
2- استفاضة المؤلف في ذكر الأدلة في كل مسألة.
3- استفاضة المؤلف في مناقشة القضايا التي يذكرها.
4- احتواء الكتاب على فوائد مهمة في استطراداته في بعض المسائل.

## أقوال العلماء عن الكتاب ومؤلفه
(1) يقول الشوكاني: «ذلك السخاوي لو وقف على العواصم والقواصم لرأى فيها ما يملأ عينيه وقلبه، ولطال عنان قلمه في ترجمته».
(2) يقول الشوكاني عن ابن الوزير: «ومن رام أن يعرف حاله ومقدار علمه فعليه بمطالعة مصنفاته، فإنها شاهد عدل على علو طبقته، فإنه يسرد في المسألة الواحدة من الوجوه ما يبهر لب مطالعه، ويعرفه بقصر باعه بالنسبة إلى علم هذا الإمام كما يفعله في العواصم والقواصم، فإنه يورد كلام شيخه السيد العلامة علي بن محمد بن أبى القاسم في رسالته التي اعترض بها عليه ثم ينسفه نسفا بإيراد ما يزيفه به من الحجج الكثيرة التي لا يجد العالم الكبير في قوته استخراج البعض منها».
(3) يقول القِنَّوجي: «كان فريد العصر، ونادرة الدهر، خاتمة النقاد، وحامل لواء الإسناد، وبقية أهل الاجتهاد بلا خلاف وعناد، رأسا في المعقول والمنقول، إماما في الفروع والأصول».

## طبعات الكتاب
الكتاب حققه الشيخ شعيب الأرنؤوط، واعتمد في تحقيقه على أربع نسخ خطية، وجعل النسخة المصورة عن الأصل المحفوظ باستانبول هو الأصل في تحقيق الكتاب.
الناشر: مؤسسة الرسالة-بيروت.
حققه وضبط نصه وخرج أحاديثه وعلق عليه: شعيب الأرنؤوط.
اعتنى به: عز الدين ضلي، وموفق منصور.
أجزاء الكتاب: الكتاب يقع في تسعة أجزاء.